# Change (牛島隆太の曲)
「Change」（チェンジ）は、2015年12月にリリースされた牛島隆太のシングルである。

## 解説
前作より2年半ぶりのシングルになり、シングルとして初のアップテンポナンバー。
仕様は2種類。(収録曲が異なる)

## 収録曲
1. Change
作詞/牛島隆太　作曲/渋木新
2. Shining Truth
作詞/牛島隆太　作曲/渋木新
3. 不器用ラブレター♡ (Type Aのみ収録)
作詞/牛島隆太　作曲/渋木新
4. 時計 〜Time〜 (Type Bのみ収録)
作詞/牛島隆太　作曲/松本幸子